# 73. armádní sbor (Čína)
73. armádní sbor (čínsky pchin-jinem dì qīshísān jítuánjūn, znaky zjednodušené 第七十三集团军) je operačně-taktický svazek Čínské lidové osvobozenecké armády a jeden ze tří armádních sborů podřízených Východnímu válčišti ČLOA. Velitelství sboru je dislokováno ve městě Sia-men (obvod Ťi-mej) v provincii Fu-ťien.

## Historie
73. armádní sbor ve své současné podobě vznikl v dubnu 2017 přečíslováním z 31. armádního sboru.

## Velení
| Velitelé 1. genmjr. Chu Čung-čchiang (胡中强 ) (březen 2017 – duben 2022) 2. genmjr. Ting Laj-fu (孔军) (duben 2022 – ve funkci) | Političtí komisaři 1. genmjr. Jang Čcheng (杨诚 ) (březen 2017 – 2020) 2. genmjr. Čang Chung-ping (张红兵) (2020 – ve funkci) |

## Organizační struktura
Struktura 73. armádního sboru v roce 2017:
- 86. těžká vševojsková brigáda
- 14. obojživelná vševojsková brigáda
- 91. obojživelná vševojsková brigáda
- 145. střední vševojsková brigáda
- 3. lehká vševojsková brigáda
- 92. lehká vševojsková brigáda
- 73. brigáda speciálních sil
- 73. brigáda vojskového letectva
- 73. dělostřelecká brigáda
- 73. protiletadlová brigáda
- 73. ženijní a protichemická brigáda
- 73. brigáda zabezpečení